# نزاع جزر حنيش
نزاع جزر حنيش أو نزاع الحدود اليمنية-الإريترية هو نزاع وقع بين اليمن وإريتريا على جزيرة حنيش في البحر الأحمر، أستمر القتال فيها من 15 ديسمبر 1995 إلى 17 ديسمبر 1995. في 1998 أعلنت لجنة التحكيم الدائمة، أن أرخبيل حنيش ينتمي لليمن.
في 15 ديسمبر 1995 قامت إريتريا بمحاولة احتلال جزيرتي حنيش الصغرى والكبرى وجزيرة زقر، وذلك على خلفية أحقيتها في تلك الجزر، مما أحدث نزاع جزر حنيش في حينه خلافًا طارئًا بين البدين، فتدخلت وساطات إقليمية وعربية ودولية وعقدت عدة اجتماعات، وتم توقيف الحرب بين البدين في 18 ديسمبر 1995، كما تم الاتفاق على تأجيل المفاوضات الدبلوماسية إلى أواخر فبراير 1997. وقد نجحت الوساطات الدولية في احتواء ذلك النزاع في إطار حلول سلمية عبر عدة مراحل، وصولاً إلى توقيع اتفاق المبادئ بين البلدين في 21 مايو 1996 بوساطة فرنسية وحضور مصري وإثيوبي، وهو الاتفاق الذي حدد التحكيم الدولي كوسيلة مقبولة من الطرفين لحل النزاع بينهما، وانتهت المحاكمة الدولية بصدور قرار هيئة التحكيم في أكتوبر 1998 بأحقية السيادة اليمنية على الجزر، وتم بالفعل سحب القوات الإريترية من تلك الجزر بعد ثلاثة أسابيع من صدور قرار هيئة التحكيم الدولي.

## الصراع المسلح
التقارير تخبر أن النزاع أخرج عدداً من الضحايا؛ 12 جندياً إريترياً قتلوا على اليد القوات اليمنية، و 15 جندياً يمنياً قتلوا على يد القوات الإريترية، بينما أسر 185 جندياً يمنياً ومعهم أحد القادة الكبار في الجيش اليمني و 17 مدنياً على يد القوات الإريترية. وأرجعت إريتريا الأسرى إلى اليمن في نهاية ديسمبر الذي حصل فيه النزاع. وخلال النزاع مرت سفينة تجارية روسية وارتطمت خطئاً بسفينة عسكرية يمنية.
تقع جزيرة حنيش في الجزء الجنوبي من البحر الأحمر بالقرب من باب المندب، والبحر الأحمر يبلغ طولة حوالي 30 ميلاً (50) كيلومترا في تلك النقطة. منذ الانتداب البريطاني على جنوب اليمن واليمن تعد الأرخبيل جزءاً منها، وهو كذلك من الجهة الإريترية، حيث عدها الجانبان جزءاً منهما.
وبعد تشكيل الحكومة الإريترية الجديدة، بدأت السلطات من الطرفين المناقشات حول ملكية الجزيرة وناقشوا أوضاعها.
حنيش الكبرى، وهي أكبر جزيرة في الأرخبيل كانت مركز تجمع الصيادين اليمنيين، في 1995 قامت شركة ألمانية، تحت إذن يمني، ببناء فندق ومدتهم اليمن 200 من قواتها، أعتقدت إريتيريا أن ما تقوم به اليمن هو نوع من السيطرة على الأرض، في نوفمبر 1995 أرسل رئيس الوزراء الإريتري تحذيراً إلى القوات اليمنية وأمرها بالانسحاب في مهلة إلى ديسمبر، وعندما أنتهت المهلة هجمت القوات الإريترية على القوات اليمنية